# Оружане снаге Италије
Оружане снаге Италије (итал. Forze armate italiane) скуп су војних компоненти Републике Италије. Оружане снаге Италије су основане 4. 5. 1861. Седиште је у Риму.

## Подела по родовима
- Копнена војска Италије
- Морнарица војске Италије
- Ваздухопловне силе Италије
- Карабинијери